# NGC 1630
NGC 1630 è una lontana galassia lenticolare situata nella costellazione dell'Eridano, a una distanza di circa 443 milioni di anni luce dalla nostra Via Lattea.

## Scoperta
La galassia è stata scoperta nel 1886 dall'astronomo statunitense Francis Leavenworth.